# New Year's Revolution 2005
New Year's Revolution 2005 è stata la prima edizione dell'evento in pay-per-view New Year's Revolution, prodotto dalla World Wrestling Entertainment. L'evento, esclusivo del roster di Raw, si è svolto il 9 gennaio 2005 al Coliseo de Puerto Rico di San Juan.
Il main event, fu l'Elimination Chamber match per il vacante World Heavyweight Championship tra Triple H, Randy Orton, Batista, Edge, Chris Jericho e Chris Benoit, vinto da Triple H dopo aver eliminato per ultimo Orton. Gli altri due match predominanti della card furono Kane contro Snitsky, e Muhammad Hassan contro Jerry Lawler.

## Storyline
La rivalità principale dell'evento fu quella per il vacante World Heavyweight Championship tra Triple H, Edge, Chris Benoit, Chris Jericho, Batista e Randy Orton. Nella puntata di Raw del 13 dicembre, il general manager Eric Bischoff annuncio un Elimination Chamber match tra Triple H, Chris Benoit, Chris Jericho, Randy Orton, Edge e Batista per New Year's Revolution. Nella puntata di Raw del 27 dicembre, tutti e sei i partecipanti lottarono in un Beat the Clock Challenge per determinare l'ultimo entrante nell'Elimination Chamber match. Tutti i partecipanti vinsero i loro match, ma Batista vinse il suo match in tre minuti e due secondi. Di conseguenza, Batista ottenne il diritto di entrare per ultimo nell'Elimination Chamber match. La sera stessa, Bischoff nominò Shawn Michaels come arbitro speciale dell'Elimination Chamber match. Nella puntata successiva di Raw, i sei partecipanti si affrontarono l'uno contro l'altro in tre match. Nel primo match, Batista sconfisse Chris Benoit dopo l'esecuzione della Batista Bomb. Nel match successivo, Edge sconfisse Chris Jericho, e nel terzo match, Randy Orton sconfisse Triple H dopo averlo colpito con l'RKO.
L'altra rivalità predominante fu quella tra Kane e Snitsky. Nella puntata di Raw del 13 settembre, durante il No Holds Barred match tra Kane e Snitsky, quest'ultimo spinse accidentalmente Kane contro Lita (moglie di Kane nella storyline), la quale fu incinta e l'impatto subìto le costò la perdita del bambino. Nella puntata di Raw del 4 ottobre, nonostante Snitsky dichiarò che l'incidente non avvenne per colpa sua, Kane lo attaccò facendo scattare una brutale rissa, la quale portò al Weapon of Choice match tra i due per Taboo Tuesday. A Taboo Tuesday, i fan scelsero uno Steel Chain match in cui, poi, Snitsky sconfisse Kane. Nelle settimane successive, Snitsky continuò a prendere in giro Kane e Lita per la perdita del loro bambino. Nella puntata di Raw del 27 dicembre, il general manager Eric Bischoff annunciò un match tra Kane e Snitsky per New Year's Revolution.
La terza rivalità principale fu quella per il Women's Championship tra la campionessa Lita e la sfidante Trish Stratus. Nella puntata di Raw del 25 ottobre, la Stratus incontrò Lita nel backstage e le disse che aveva preso peso a causa della gravidanza, ciò portò Lita ad attaccare la Stratus. Quella stessa sera, fu annunciato un match tra le due per le Survivor Series, che si concluse con la vittoria della Stratus per squalifica dopo essere stata colpita con una sedia da Lita. Nella puntata di Raw del 22 novembre, Trish Stratus sconfisse Lita e Molly Holly in un triple threat match mantenendo il titolo. Dopo il match, Lita attaccò la Stratus facendole sanguinare il naso. Nella puntata di Raw del 6 dicembre, Lita sconfisse la Stratus nel main event conquistando il Women's Championship dopo l'esecuzione del moonsault. Nella puntata di Raw del 3 gennaio, fu annunciato un match valevole per il titolo femminile tra Lita e la Stratus per New Year's Revolution.

### Qualificazioni all'Elimination Chamber match
Le qualificazioni all'Elimination chamber match si sono svolte durante la puntata di Raw del 27 dicembre 2004.
| # | Incontri                                            | Stipulazioni | Durate |
| - | --------------------------------------------------- | ------------ | ------ |
| 1 | Batista ha sconfitto Rhyno                          | Single match | 03:02  |
| 2 | Chris Benoit ha sconfitto Viscera per sottomissione | Single match | 05:43  |
| 3 | Randy Orton ha sconfitto Maven                      | Single match | 06:14  |
| 4 | Triple H ha sconfitto Shelton Benjamin              | Single match | 07:53  |
| 5 | Edge ha sconfitto Eugene                            | Single match | 08:44  |
| 6 | Chris Jericho ha sconfitto Christian                | Single match | 10:47  |

## Evento
Prima della messa in onda dell'evento, The Hurricane e Rosey sconfissero La Résistance (Robért Conway e Sylvain Grenier) in un dark match.

### Match preliminari
Il primo match ad andare in onda fu quello valevole per il World Tag Team Championship tra la coppia campione formata da Eugene e William Regal contro la coppia sfidante formata da Christian e Tyson Tomko. Eugene eseguì un dropkick su Tomko per poi schienarlo e mantenere il titolo.
Il match seguente fu quello per il Women's Championship tra la campionessa Lita e la sfidante Trish Stratus. Lita soffrì di un legittimo infortunio dopo aver eseguito un Lou Thesz press errato atterrando in malo modo con la gamba sinistra. La Stratus colpì poco dopo Lita con il Chick Kick e successivamente la schienò per vincere il titolo.
Il terzo match fu quello per l'Intercontinental Championship tra il campione Shelton Benjamin e lo sfidante Maven. Dopo aver deriso i fan parlando anche in spagnolo fuori dal ring, Maven fu schienato da Benjamin con un roll-up che gli permise di mantenere il titolo. Subito dopo il match, Maven chiese una rivincita contro Benjamin. Quest'ultimo eseguì il T-Bone Suplex su Maven e lo schienò dopo pochissimi secondi per mantenere il titolo.
Il match successivo fu quello tra Muhammad Hassan (accompagnato da Daivari) e Jerry Lawler (accompagnato da Jim Ross). Lawler tentò di schienare Muhammad Hassan ma Daivari mise il piede di Hassan sulla corda più bassa interrompendo lo schienamento. Hassan eseguì la Reverse STO su Lawler, che gli permise di ottenere lo schienamento vincente.
Il sesto match fu la sfida tra Kane e Snitsky. Kane eseguì il Tombstone Piledriver su Snitsky per poi schienarlo e ottenere la vittoria.

### Match principali
Il main event fu l'Elimination Chamber match per il vacante World Heavyweight Championship tra Triple H, Edge, Chris Benoit, Chris Jericho, Batista e Randy Orton con Shawn Michaels nel ruolo di arbitro speciale. Benoit e Jericho iniziarono il match. Triple H entrò per terzo e Edge entrò dopo Triple H. Benoit tentò di eseguire la Crippler Crossface su Edge, il quale riuscì a contrattaccarla. Triple H eseguì il Pedigree su Jericho prima che Orton potesse entrare come quinto. Orton gettò Triple H e Edge contro le catene della struttura per poi eseguire l'RKO su Jericho. Benoit applicò la Crippler Crossface su Orton, salvo poi lasciare la presa per sottomettere Triple H nella Sharpshooter. Mentre Benoit aveva rinchiuso Triple H nella Sharpshooter, Orton lo colpì con l'RKO. In seguito, Edge tentò di eseguire la Spear su Orton, ma quest'ultimo schivò la manovra e Edge finì con il colpire Shawn Michaels. Ciò portò Michaels a colpire Edge con la Sweet Chin Music premettendo a Jericho di eseguire il Lionsault su Edge per poi eliminarlo. Successivamente, Benoit eseguì tre german suplex consecutivi su Triple H e salì sulla cima di una delle celle per eseguire su quest'ultimo il diving headbutt. Mentre Benoit e Jericho stavano contemporaneamente applicando la Crippler Crossface e la Walls of Jericho su Triple H, Batista entrò per sesto e colpì sia Benoit che Jericho per liberare Triple H dalle prese di sottomissione. Batista eseguì una Spinebuster su Orton per poi lanciare Jericho addosso ad un cameraman, posizionato sulle grate esterne al ring, con una gorilla press slam. Poco tempo dopo, Batista eseguì una Spinesbuster nei confronti di Jericho sopra a Benoit ed eliminò quest'ultimo. Batista eliminò poi anche Jericho dopo l'esecuzione della Batista Bomb. Più avanti, Triple H contrattaccò l'RKO' di Orton lanciando quest'ultimo verso Batista, il quale tentò di eseguire la Batista Bomb, ma Orton colpì Batista con un colpo basso per poi eseguire su di lui l'RKO. Orton schienò poi Batista e lo eliminò dal match, azione che Triple H osservò a tutti gli effetti e che pertanto avrebbe potuto fermare lo stesso schienamento ai danni del compagno di stable, ma alla fine scelse d'ignorarlo. Nel finale, mentre Ric Flair stava distraendo Michaels, Batista colpì Orton con una clothesline permettendo a Triple H di eseguire il Pedigree su Orton per eliminarlo e conquistare il titolo.

## Conseguenze
La notte successiva a Raw, durante i festeggiamenti dell'Evolution fece capolino Randy Orton, il quale rivelò a Bautista della voluta scorrettezza di Triple H in quanto sul finale dell'Elimination Chamber match non era intervenuto a salvarlo dallo schienamento dello stesso Orton, pur avendone avuta l'opportunità; Batista non prese per niente bene tale comportamento di Triple H ed, onde evitare una situazione critica all'interno dell'Evolution, intervenne il general manager Eric Bischoff, il quale propose un match fra Bautista e Randy Orton per decretare il primo sfidante al World Heavyweight Championship contro Triple H a Royal Rumble. Orton sconfisse Batista ed ottenne così la title shot. Al successivo pay-per-view, Triple H sconfisse Orton e mantenne il titolo, mentre Batista vinse il Royal Rumble match. A WrestleMania 21, Batista sconfisse Triple H per vincere il titolo.
La rivalità tra Kane e Snitsky continuò nella puntata di Raw del 17 gennaio in un No Holds Barred match che si concluse senza un vincitore. Nella puntata di Raw del 31 gennaio, Kane sconfisse Snitsky in uno Steel Cage match concludendo così la rivalità.
Dopo New Year's Revolution, Edge iniziò una rivalità con Shawn Michaels dopo essersi sentito insoddisfatto per l'arbitraggio di Michaels nell'Elimination Chamber match e lo sconfisse alla Royal Rumble.

## Risultati
| # | Incontri                                                                       | Stipulazioni                                                                                             | Durate |
| - | ------------------------------------------------------------------------------ | --- | ------ |
| 1 | Eugene e William Regal (c) hanno sconfitto Christian e Tyson Tomko             | Tag team match per il World Tag Team Championship                                                        | 12:22  |
| 2 | Trish Stratus ha sconfitto Lita (c)                                            | Single match per il WWE Women's Championship                                                             | 03:46  |
| 3 | Shelton Benjamin (c) ha sconfitto Maven                                        | Single match per il WWE Intercontinental Championship                                                    | 06:08  |
| 4 | Shelton Benjamin (c) ha sconfitto Maven                                        | Single match per il WWE Intercontinental Championship                                                    | 00:05  |
| 5 | Muhammad Hassan (con Daivari) ha sconfitto Jerry Lawler (con Jim Ross)         | Single match                                                                                             | 10:51  |
| 6 | Kane ha sconfitto Snitsky                                                      | Single match                                                                                             | 11:38  |
| 7 | Triple H ha sconfitto Batista, Chris Benoit, Chris Jericho, Edge e Randy Orton | Elimination chamber match per il World Heavyweight Championship con Shawn Michaels come arbitro speciale | 35:01  |

Elimination chamber match
| #         | Wrestler      | Ingresso | Eliminato da  | Metodo di eliminazione | Tempo |
| --------- | ------------- | -------- | ------------- | ---------------------- | ----- |
| 1°        | Edge          | 4°       | Chris Jericho | Lionsault              | 19:20 |
| 2°        | Chris Benoit  | 2°       | Batista       | Spinebuster            | 26:13 |
| 3°        | Chris Jericho | 1°       | Batista       | Batista Bomb           | 27:35 |
| 4°        | Batista       | 6°       | Randy Orton   | RKO                    | 32:29 |
| 5°        | Randy Orton   | 5°       | Triple H      | Pedigree               | 35:01 |
| Vincitore | Triple H      | 3°       | —             | —                      | —     |